# Майкл Фрейтер
Майкл Фрейтер  (англ. Michael Frater, 6 листопада 1982) — ямайський легкоатлет, олімпійський чемпіон.

## Виступи на Олімпіадах
| Олімпіада   | Дисципліна              | Місце                    |
| ----------- | ----------------------- | ------------------------ |
| Афіни 2004  | біг на 100 метрів       | 6 h1 r3/4                |
| Афіни 2004  | естафета 4 x 100 метрів | 4 h2 r1/2                |
| Пекін 2008  | біг на 100 метрів       | 6                        |
| Пекін 2008  | естафета 4 x 100 метрів | Золото (дискваліфікація) |
| Лондон 2012 | естафета 4 x 100 метрів | 1                        |